# Рітговен
Рітговен (нід. Riethoven) — село в нідерландській провінції Північний Брабант. Входить до муніципалітету Бергейк.
Його площа становить 1,16 км², а населення станом на 2021 рік складало 1 850 осіб.
До 1997 року мало статус окремого муніципалітету.

## Галерея

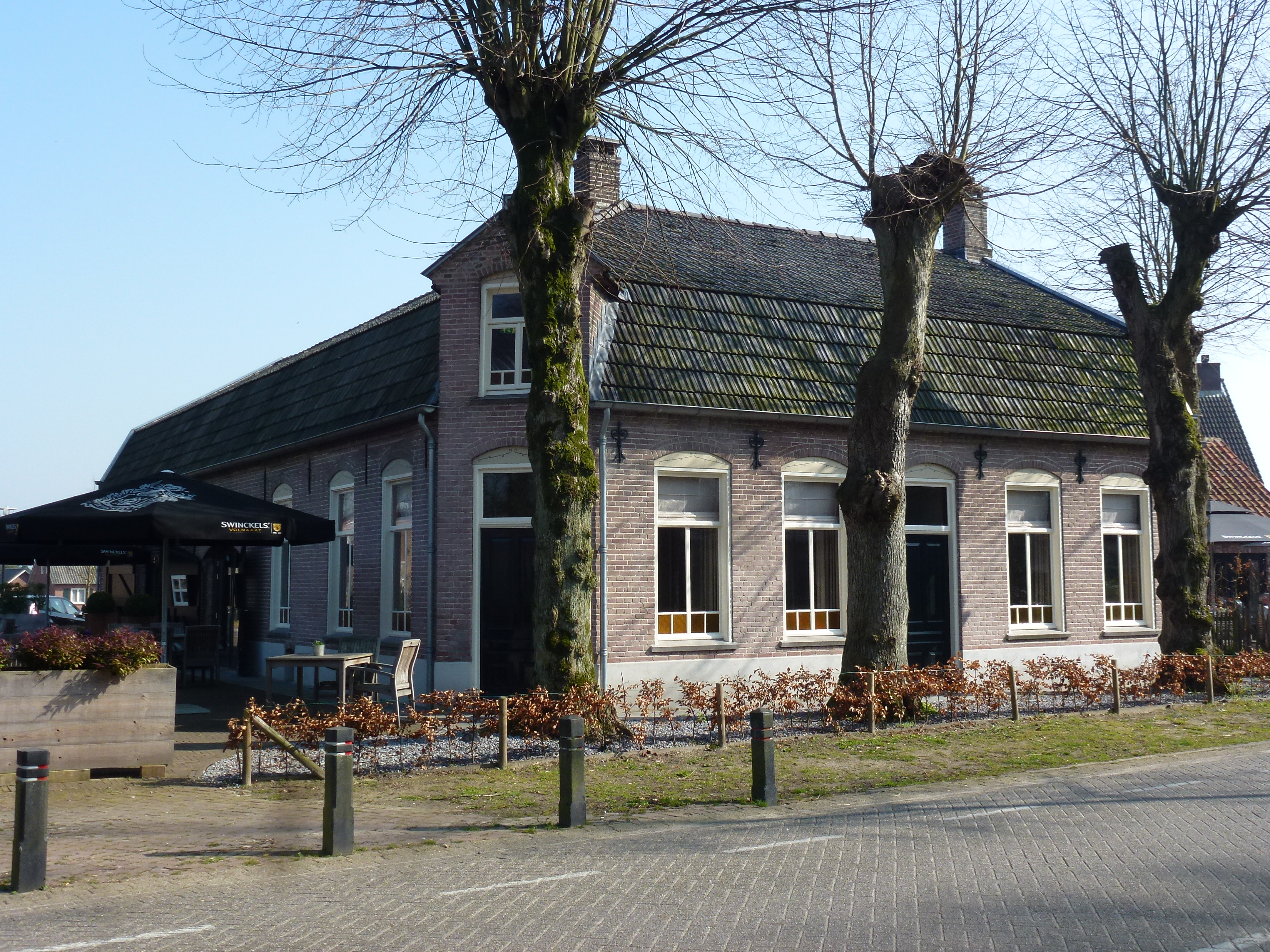
Бар у Рітговені
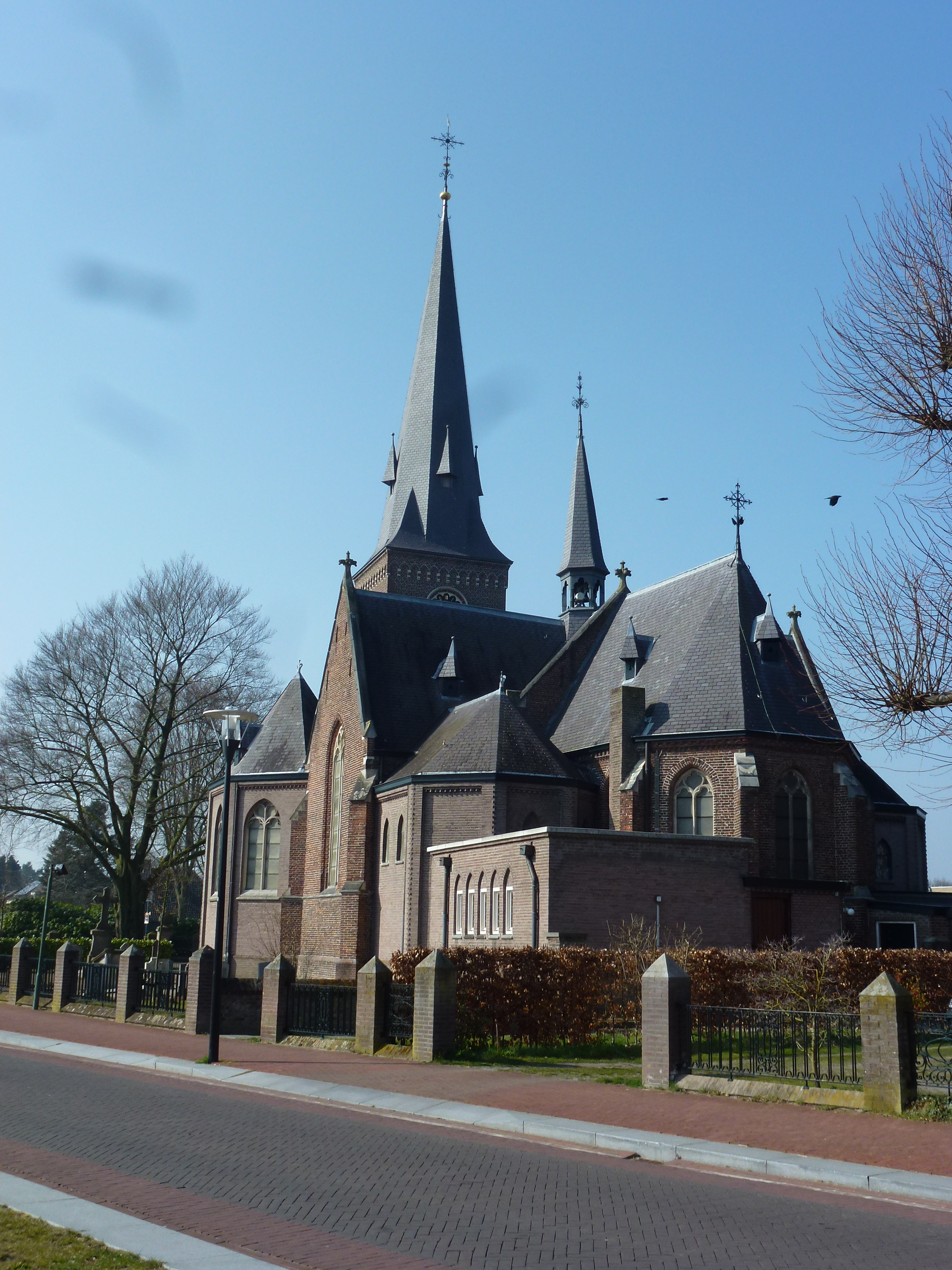
Церква у селі
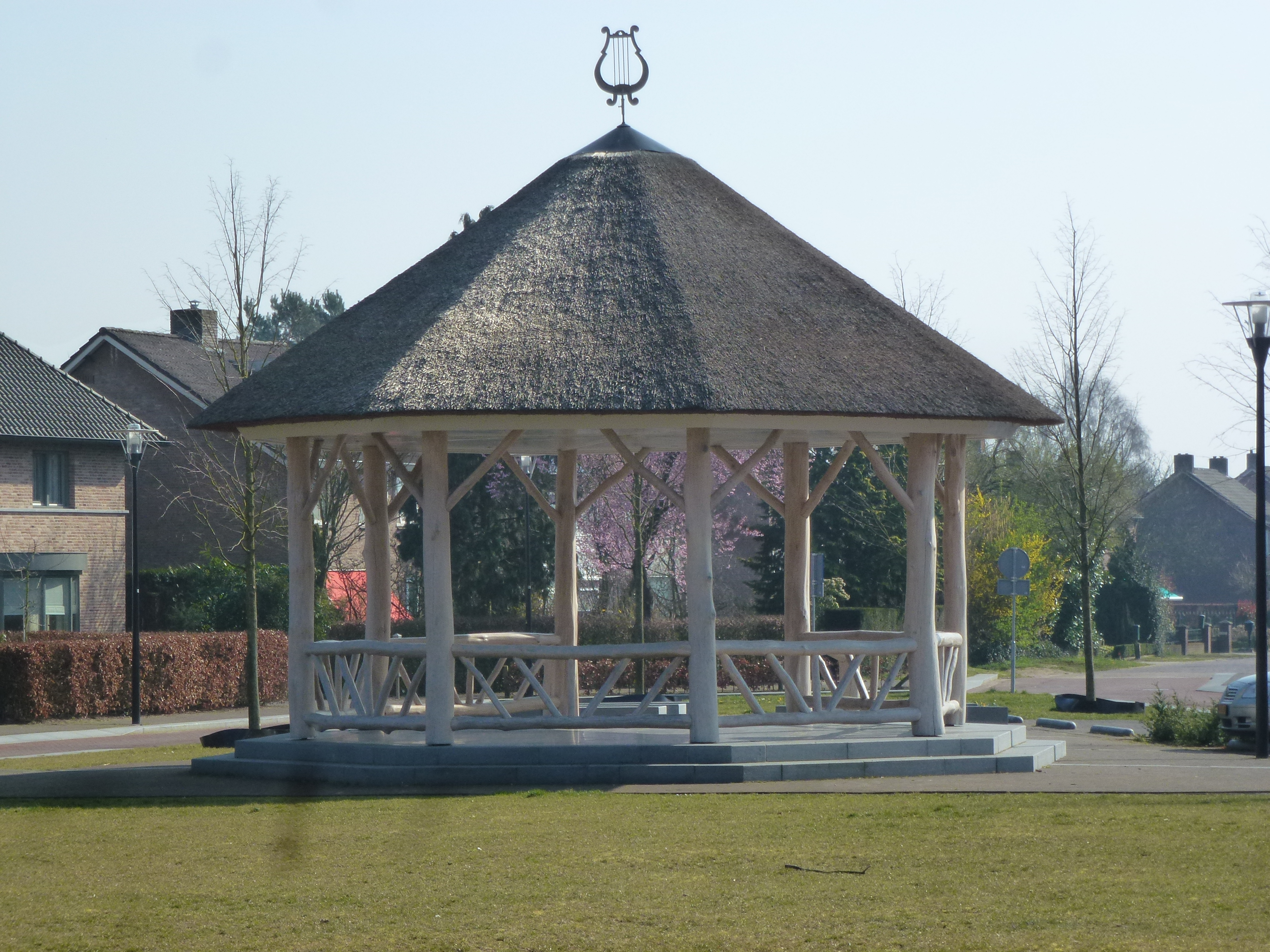
Естрада
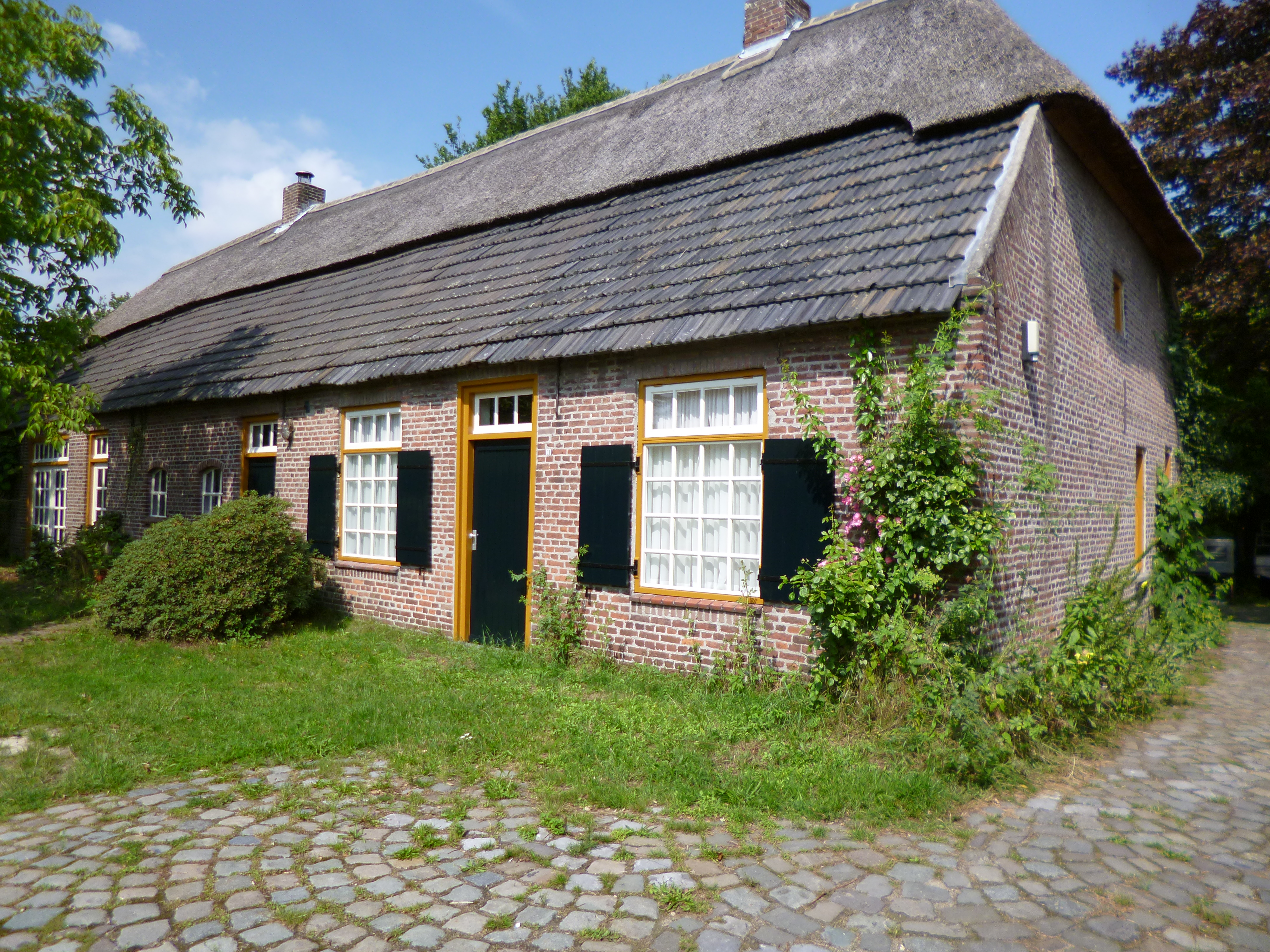
Ферма у Рітговені